# 기구 (비행체)

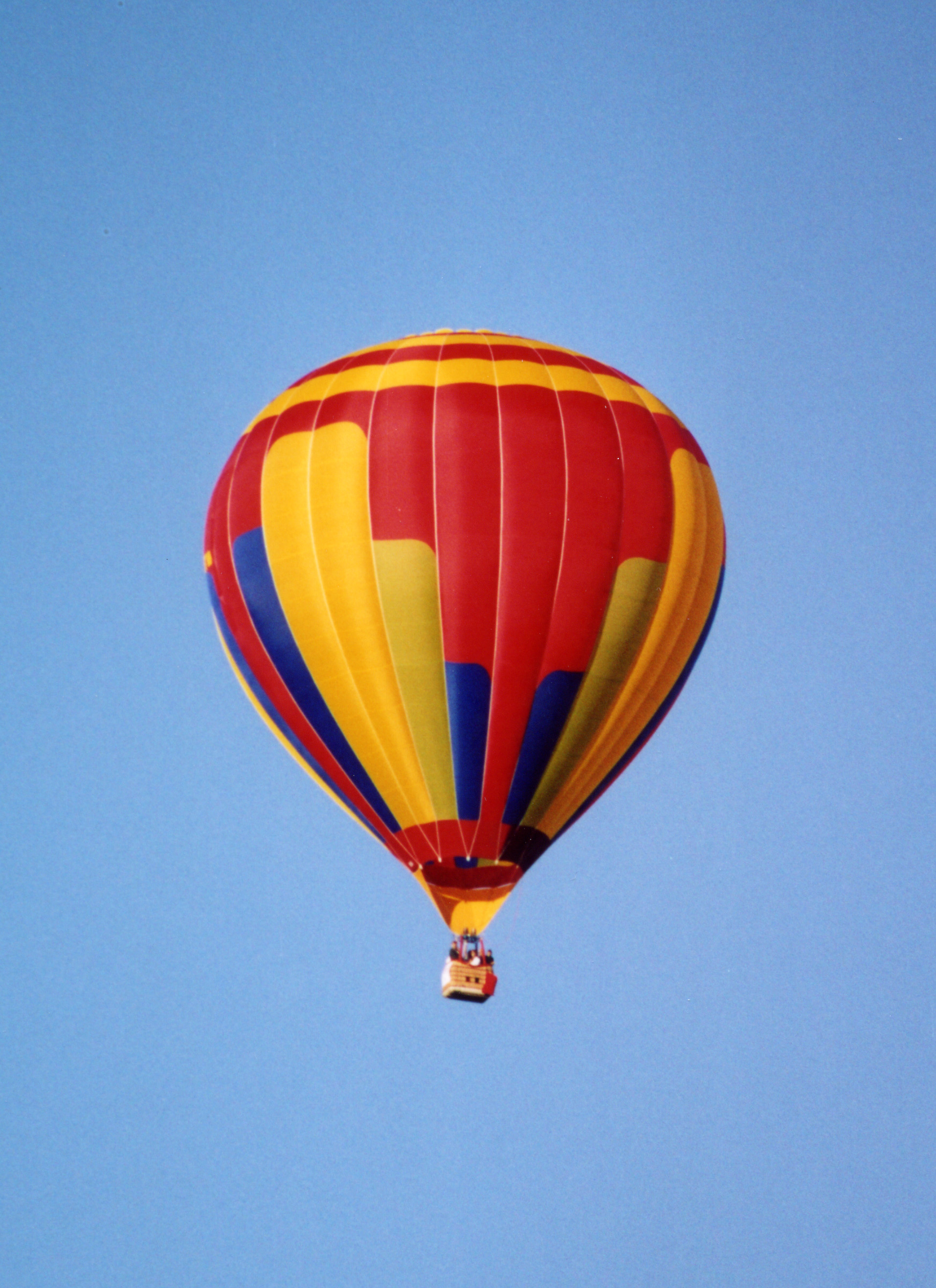
열기구

기구(氣球, 영어: Balloon)는 공기보다 가벼운 기체를 이용하여 하늘을 나는 도구이다. 별도의 추진력이 있는 비행선과는 구분된다.

## 같이 보기
- 열기구
- 풍선
- 비행선